# OFC Charleville
Der Olympique Football Club Charleville-Mézières, meist kurz OFC Charleville genannt, war ein französischer Fußballverein aus Charleville-Mézières im nordfranzösischen Département Ardennes.

## Geschichte
Der Verein wurde 1904 als Association Sportive des anciens élèves de Belair la Villette gegründet, benannte sich 1910 in Club Ardennais und 1927 in Football Club de Charleville um. 1932 fusionierte er mit Olympique de Charleville und nannte sich Football Club Olympique Charleville. Infolge der Vereinigung der Städte Charleville und Mézières (1966) und nach einer wirtschaftlich begründeten Auflösung wurde er 1997 als Olympique FC Charleville wiedergegründet.
Die Vereinsfarbe war Blau. Die erste Mannschaft spielt im Stade du Petit-Bois, in dem 3.000 Zuschauer Platz finden. In der Saison 2013/14 trat sie in der sechstklassigen Division d’Honneur an. Im April 2018 fusionierte der Verein mit drei weiteren zu Olympique Charleville Neufmanil Aiglemont (OCNA).

## Ligazugehörigkeit
Von 1935 bis 1939 und erneut 1994 bis 1997 besaß der OFC Profistatus, spielte auch in der Division 2, allerdings nie in der höchsten Spielklasse Frankreichs. Mit dem Erreichen des Endspiels um den Landespokal 1936 gelang der bis heute größte Erfolg des Vereins; darin musste er sich nach vorangegangenen Siegen gegen die Erstligisten AS Cannes (1:0), Excelsior AC Roubaix (2:0) und Red Star (2:1) dann allerdings dem RC Paris mit 0:1 beugen.

## Erfolge
- Französischer Fußballmeister: Fehlanzeige
- Französischer Pokalsieger: Fehlanzeige, aber Finalist 1936

## Bekannte ehemalige Spieler
- Julien Darui
- Helenio Herrera
- Roger Marche
- Georges Merveille
- André Petitfils
- Walter Vollweiler
- Grégory Wimbée